# 維利納鎮
51°48′46″N 34°12′54″E / 51.81278°N 34.21500°E
維利納镇（烏克蘭語：Вільна Слобода）是位於烏克蘭東北部的村莊，由蘇梅州紹斯特卡區的埃斯曼市鎮負責管轄。該村處於洛克尼亞河右岸，距離小斯洛比德卡1公里，海拔高度184米，2001年人口443。